# 桔梗屋やつ
桔梗屋 やつ（ききょうや やつ、屋津、生没年不詳）は日本の助産師。幕末の産婆。

## 経歴・人物
やつは、第16代福井藩主松平慶永の娘貞姫（安姫の妹、母は中臈たま）、次の藩主茂昭の子息高麿・信次郎（茂昭の次の松平家当主松平康荘、母は八重（小出新弥妹））の出産を助けた。いずれも福井城の大奥において誕生し、やつは懐妊から着帯、誕生までに関わった。 
このため慶応3年（1867年）4月、「度々御用骨折」との理由で福井藩から、米3俵を下付された(この年のみ)。慶応元年8月の帯祝いは戌の日に行われ、藩医半井仲庵、田代万貞、産科の町医師石田一恵（都合で子一策が出席）らとともに、やつに吸物と酒が下された。また貞姫誕生後の慶応2年（1866年）5月の箸揃え(お食い初め）の祝儀では、石田父子とやつに金100疋ずつが下された。
同様に仁之助（第15代藩主松平斉承）の出産を助けた先代のやつ（？-1827年）は、文化8年（1811年）3月以降毎年の仁之助の誕生日に銀2枚が下され、文政4年（1821年）には、一代限りで2人扶持が給された。